# Fimbristylis pauciflora
Fimbristylis pauciflora är en halvgräsart som beskrevs av Robert Brown. Fimbristylis pauciflora ingår i släktet Fimbristylis och familjen halvgräs. Inga underarter finns listade i Catalogue of Life.